# Un muchacho como yo
Un muchacho como yo es una película de Argentina filmada en colores dirigida por Enrique Carreras sobre el guion de Ariel Cortazzo según argumento de Manuel Barberá que se estrenó el 14 de marzo de 1968 y que tuvo como protagonistas a Palito Ortega, Osvaldo Miranda,  Beatriz Bonnet y Norberto Suárez.
Es una nueva versión del filme Ritmo, amor y picardía, del propio Carreras.

## Sinopsis
Un joven de vida bohemia y poco apegado al dinero se enamora de una muchacha de familia rica pese a la oposición del padre.

## Reparto
- Palito Ortega	...Raúl Sierra
- Osvaldo Miranda...	Fermín Ramos
- Beatriz Bonnet...	Mercedes Ramos
- Norberto Suárez	...	Cacho Ramos
- Soledad Silveyra	...	Celia Ramos
- Javier Portales	...	Altamirano
- Emilio Ariño	...	Bernardo
- Pepita Muñoz ... Doña Rosa
- Stella Maris Closas ... Matilde Ramos
- Trissi Bauer ... Novia de Cacho
- Los Tíos Queridos
- Virginia Ameztoy ... Ramona
- Alfonso Pícaro	...	Fasolo

## Comentarios
Para César Magrini de El Cronista Comercial la película:

”Explota hasta el delirio los lugares comunes.”

En tanto La Prensa opinó de ella:

”Tan equilibrada como auténticamente graciosa.”

Por su parte Crónica dijo que el filme es:

”Una comedia sin artificios, de limpios alcances.”